# 多爾島
54°57′22″N 133°03′33″W / 54.95611°N 133.05917°W

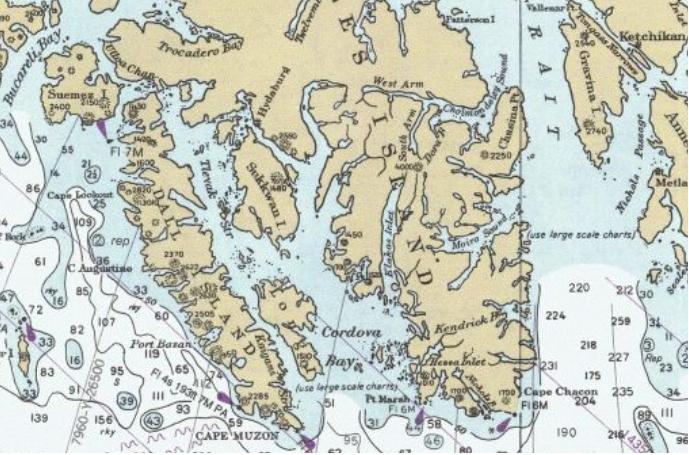

多爾島（英語：Dall Island）是美國阿拉斯加州的島嶼，屬於亞歷山大群島的一部分，長73公里、寬14.4公里，面積657平方公里，是美國第28大島嶼，最高點海拔高度744米，2000年人口僅20。